# Стрекалов, Геннадий Михайлович
Генна́дий Миха́йлович Стрека́лов ( 28 октября 1940, Мытищи, Московская область, РСФСР, СССР — 25 декабря 2004, Москва, Россия) — советский и российский космонавт-исследователь космического корабля «Союз Т-3» и орбитальной станции «Салют-6»; бортинженер космического корабля «Союз Т-11» и орбитального научно-исследовательского комплекса «Салют-7» — «Союз ТМ-10», лётчик-космонавт СССР № 49, совершивший пять космических полётов. Заслуженный мастер спорта СССР (1981).

## Биография
Родился 28 октября 1940 года в городе Мытищи Московской области в семье рабочего. Русский. Член КПСС с 1972 года.

### Образование и профессиональная деятельность
В 1957 году окончил 10 классов средней школы № 7 в городе Калининграде (ныне Королёв) и поступил на завод № 88 (ныне РКК Энергия) учеником медника. Через три месяца ему был присвоен 4-й разряд. Принимал участие в работах по изготовлению первого искусственного спутника Земли.
В 1960 году поступил в Московское высшее техническое училище имени Н. Э. Баумана, ещё студентом в 1964 году начал работу в конструкторском бюро Сергея Королёва ОКБ-1. С 1965 года по окончании МВТУ имени Н. Э. Баумана продолжал работу на различных должностях в ОКБ-1 (впоследствии переименованном в Центральное конструкторское бюро экспериментального машиностроения (ЦКБЭМ)). Принимал участие в подготовке технической документации для советской лунной пилотируемой программы: ракеты-носителя Н-1, лунно-посадочного корабля-модуля Т2К-ЛК, лунно-орбитального корабля-модуля 7К-ЛОК. Также участвовал в испытаниях перечисленных конструкций. Участвовал в разработке кораблей типа «Союз»: военного назначения — Союз 7К-ВИ (ВИ — военно-исследовательский), а также серии 7К-ОК (ОК — орбитальный корабль). В 1985 году защитил диссертацию кандидата технических наук в Центральном научно-исследовательском институте машиностроения (ЦНИИмаш).

### Карьера космонавта
С 27 марта 1973 года Г. М. Стрекалов в отряде космонавтов, войдя в состав группы инженеров КБ «Энергия» (одновременно с ним были также зачислены Владимир Аксёнов, Александр Иванченков и Валерий Рюмин). В том же году он освоил пилотирование самолёта Л-29 и совершил 7 прыжков с парашютом.
В 1974—1976 годах в качестве бортинженера вместе с Юрием Малышевым проходил подготовку к испытательному полёту на космическом корабле типа Союз 7К-С. В сентябре 1976 оба были дублёрами основного экипажа корабля Союз-22.
В 1978—1979 годах проходил подготовку к первому пилотируемому полёту корабля типа Союз Т Вместе с Василием Лазаревым входил в состав третьего запасного экипажа. В конце 1979 года они оба были зачислены в первый экипаж корабля Союз Т-3, в экипаж также был включён врач Валерий Поляков. Программа полёта включала медицинские исследования.
В мае 1980 года произошла авария бортовых систем орбитальной станции Салют-6, в связи с чем возникла необходимость в отправке туда ремонтного экипажа и экипаж Стрекалова стал дублирующим. Однако в октябре Стрекалова перевели в основной экипаж, в котором он заменил Константина Феоктистова.
Первый космический полёт совершил с 27 ноября по 10 декабря 1980 года совместно с Л. Д. Кизимом и О. Г. Макаровым в качестве космонавта-исследователя на космическом корабле «Союз Т-3». В полёте проводились испытания бортовых систем и элементов конструкции усовершенствованного транспортного корабля «Союз Т-3» в различных режимах автономного полёта и в составе орбитального комплекса «Салют-6» — «Прогресс-11».
Второй космический полёт совершил с 20 по 22 апреля 1983 года в качестве бортинженера космического корабля «Союз Т-8» совместно с командиром корабля В. Г. Титовым и космонавтом-исследователем А. А. Серебровым. Программа полёта предусматривала выполнение исследований и экспериментов на борту пилотируемого орбитального комплекса «Салют-7» — «Космос-1114» — «Союз Т-8», но из-за отклонения от предусмотренных режимов сближения Центр управления полётом принял решение стыковку космического корабля «Союз Т-8» с орбитальным космическим комплексом отменить.

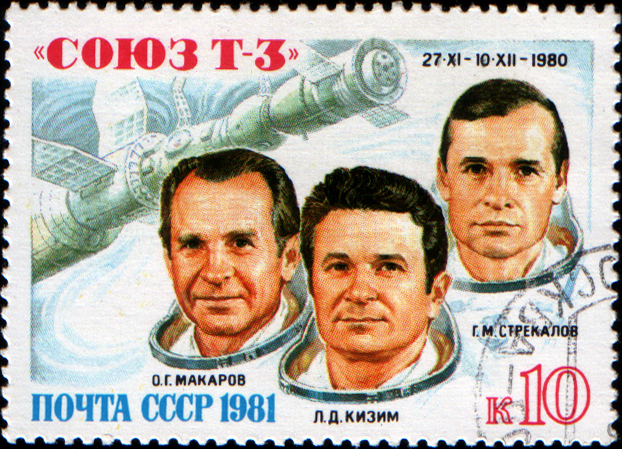
Марка СССР, посвящённая полёту космонавтов Л. Д. Кизима, Г. М. Стрекалова и О. Г. Макарова на транспортном корабле «Союз Т-3», 1981

С июля по сентябрь 1983 года Г. М. Стрекалов совместно с В. Г. Титовым прошёл курс подготовки по программе основного экипажа космической экспедиции Союз Т-10 на орбитальную станцию «Салют-7». Но космическому полёту не суждено было осуществиться, так как 26 сентября 1983 года, за несколько секунд до старта загорелась ракета-носитель. Космонавты успели катапультироваться по команде из бункера управления, и были эвакуированы с помощью системы аварийного спасения. После периода реадаптации и отдыха Г. М. Стрекалов вернулся на работу в НПО «Энергия».
Третий космический полёт он совершил с 3 по 11 апреля 1984 года в качестве бортинженера международного экипажа совместно с командиром экипажа Ю. В. Малышевым и космонавтом-исследователем гражданином Республики Индии Ракешем Шармой на космическом корабле «Союз Т-11» и орбитальном научно-исследовательском комплексе «Салют-7» — «Союз Т-10».
Четвёртый космический полёт Г. М. Стрекалов совершил с 1 августа по 10 декабря 1990 года в качестве бортинженера космического корабля «Союз ТМ-10» и орбитального комплекса «Мир» совместно с Г. М. Манаковым. В ходе этого полёта, 30 октября 1990 года Г. М. Стрекалов осуществил выход в открытый космос продолжительностью 2 часа 45 минут для уточнения объёма необходимых работ по ремонту выходного люка модуля «Квант-2».
Пятый космический полёт с 14 марта по 7 июля 1995 года в качестве бортинженера на орбитальном комплексе «Союз ТМ-21» — «Мир» — «Атлантис» вместе с командиром экипажа В. Н. Дежуровым и космонавтом-исследователем гражданином США Норманом Тагартом. Во время полёта выполнил три выхода в открытый космос:
12.05.1995 — продолжительностью 6 часов 14 минут,
17.05.1995 — продолжительностью 6 часов 42 минуты,
22.05.1995 — продолжительностью 5 часов 15 минут.
Кроме того, дважды проводил работы в разгерметизированном переходном отсеке (ПхО) базового блока ОК «Мир»:
28.05.1995 — продолжительностью 21 минута,
01.06.1995 — продолжительностью 23 минуты.
Совершив этот полёт в возрасте 54 с лишним лет, он стал также самым пожилым космонавтом в России, побывавшим на орбите (до этого отечественный рекорд на протяжении 10 лет принадлежал Георгию Гречко, а в 1998 году это достижение превзошёл Валерий Рюмин).
Инструктор-испытатель, космонавт 1-го класса отряда космонавтов ГКБ РКК «Энергия», кандидат технических наук Г. М. Стрекалов, помимо научной, вёл и активную общественную деятельность, являясь с 1991 года Председателем Российского Комитета защиты мира. В 1990 году во время полёта участвовал в культурной программе «Космос-Человек-Культура» под Знаменем Мира. В 1995 году Г. М. Стрекалов взял в космос на орбитальную станцию Мир факел эстафеты Бег Мира Дом-Единство Шри Чинмоя.
Скончался 25 декабря 2004 года в Москве на 65-м году жизни от рака. Похоронен в Москве на Останкинском кладбище.

## Семья
- Отец — Михаил Иванович Стрекалов (1910—1945), токарь, погиб во время Великой Отечественной войны.
- Мать — Прасковья Михайловна Стрекалова (Амосова) (1914—1997), работала вахтёром в Доме Культуры НПО «Энергия».
- Брат — Вячеслав Михайлович Стрекалов (1937—1993), начальник бюро Завода экспериментального машиностроения.
- Жена — Лидия Анатольевна Стрекалова (Тележкина) (1945-2024), инженер МИСИ.
- Дочери — Татьяна (1974) и Наталья (1975).

## Список полётов
| Полёты и запуски, в которых участвовал Геннадий Стрекалов                                                                        | Полёты и запуски, в которых участвовал Геннадий Стрекалов | Полёты и запуски, в которых участвовал Геннадий Стрекалов | Полёты и запуски, в которых участвовал Геннадий Стрекалов | Полёты и запуски, в которых участвовал Геннадий Стрекалов | Полёты и запуски, в которых участвовал Геннадий Стрекалов | Полёты и запуски, в которых участвовал Геннадий Стрекалов |
| Номер п/п | Дата старта                                               | Космический корабль                                       | Дата возвращения                                          | Космический корабль                                       | Должность                                                 | Продолжительность                                         |
| --- | --------------------------------------------------------- | --------------------------------------------------------- | --------------------------------------------------------- | --------------------------------------------------------- | --------------------------------------------------------- | --------------------------------------------------------- |
| 1 | 27 ноября 1980                                            | Союз Т-3                                                  | 10 декабря 1980                                           | Союз Т-3                                                  | Космонавт-исследователь                                   | 12 суток 19 часов 7 минут и 42 секунды.                   |
| 2 | 20 апреля 1983                                            | Союз Т-8                                                  | 22 апреля 1983                                            | Союз Т-8                                                  | Бортинженер                                               | 2 суток 17 минут и 48 секунд.                             |
| | 26 сентября 1983                                          | Союз Т-10-1                                               | 26 сентября 1983                                          | Союз Т-10-1                                               | Бортинженер                                               | 5 минут и 13 секунд (авария во время старта).             |
| 3 | 3 апреля 1984                                             | Союз Т-11                                                 | 11 апреля 1984                                            | Союз Т-10                                                 | Бортинженер                                               | 7 суток 21 час 40 минут и 6 секунд.                       |
| 4 | 1 августа 1990                                            | Союз ТМ-10                                                | 10 декабря 1990                                           | Союз ТМ-10                                                | Бортинженер                                               | 130 суток 20 часов 35 минут и 51 секунд.                  |
| 5 | 14 марта 1995                                             | Союз ТМ-21                                                | 7 июля 1995                                               | STS-71 Atlantis F-14                                      | Бортинженер                                               | 115 суток 8 часов и 43 минуты.                            |
| Общая продолжительность пребывания в космосе — 268 суток 22 часов 24 минут и 27 секунд (не включая времени миссии Союза Т-10-1). |                                                           |                                                           |                                                           |                                                           |                                                           |                                                           |

## Награды
- Дважды Герой Советского Союза (10 декабря 1980, 11 апреля 1984);
- орден «За заслуги перед Отечеством» III степени (7 сентября 1995) — за активное участие в подготовке и успешном осуществлении длительного российско-американского космического полёта на орбитальном научно-исследовательском комплексе «Мир», проявленные при этом мужество и героизм[7];
- три ордена Ленина (10 декабря 1980, 1983, 11 апреля 1984);
- орден Октябрьской Революции (10 декабря 1990) — за успешное осуществление космического полёта на орбитальном научно-исследовательском комплексе «Мир» и проявленные при этом мужество и героизм[8];
- медаль «Ветеран труда»;
- медаль Алексея Леонова (Кемеровская область, 2015, посмертно) — за четыре совершённых выхода в открытый космос[9];
- орден «Ашока Чакра» 1-й степени (Индия, 1984);
- медаль НАСА «За космический полёт» (NASA Space Flight Medal (1995);
- почётный гражданин городов Королёв и Мытищи;
- почётный гражданин города Байконур (1980)[10].

## Память
- В городе Мытищи, на Новомытищинском проспекте, есть сквер, названный в его честь, где Стрекалову установлен памятник.
- В Московском государственном гуманитарном университете имени Шолохова ежегодно проводится мини-футбольный турнир памяти Г. М. Стрекалова.
- В городе Королёве открыта мемориальная доска на школе № 7, где учился Стрекалов Г. М.
- Улица в селе Семион Кораблинского района Рязанской области, где стоит дом, принадлежавший родителям Стрекалова, названа в его честь.
- В г. Королёве ул. Вокзальная и Фрунзенский тупик переименованы в улицу Геннадия Стрекалова. Это произошло 1 августа 2020 года в ознаменование 30-летия четвёртого по счёту полёта космонавта в космос.
- 17 ноября 2013 года в честь Г. М. Стрекалова назван астероид 32735 Strekalov, открытый в 1978 году астрономом Л. И. Черных.